# يان ووكر
يان ووكر (بالإنجليزية: Ian Walker)‏ هو سياسي أسترالي، ولد في 18 نوفمبر 1954 في سيدني في أستراليا. حزبياً، نشط في الحزب الوطني الليبرالي في كوينزلاند. وقد انتخب عضو المجلس التشريعي ولاية كوينزلاند.